# 焦兴涛
焦兴涛（1970年—），男，汉族，四川成都人，中华人民共和国政治人物。现任四川美术学院副院长，教授，博士生导师。第十四届全国政协委员。